# Бельский, Пётр Ильич
Пётр Ильи́ч Бе́льский (15 января 1922, Мари-Возжай, Вотская автономная область — 27 сентября 1993, Ижевск) — участник Великой Отечественной войны, полный кавалер ордена Славы.

## Биография
Родился 15 января 1922 года в деревне Мари-Возжай Граховской волости Можгинского уезда Вотской АО РСФСР (ныне — Граховский район Удмуртии) в марийской крестьянской семье. В 1936 году окончил семилетнюю школу. В ноябре 1941 года мобилизован в РККА. Учился в Васильевской военной школе авиамехаников, в марте 1942 года весь курс был снят с учёбы и отправлен на фронт.
Боевое крещение получил летом 1942 года на реке Дон, обнаружив переправу противника сообщил об этом в штаб полка. Переправа артиллерийским огнём была разрушена, Пётр Ильич был награждён медалью «За отвагу». Позднее участвовал в Сталинградской битве, за бои на Мамаевом кургане удостоен ордена Красной Звезды.
В бою за населённого пункт Торунь 31 августа 1944 года обнаружил сосредоточение танков противника. Отразил наступление пехоты противника на наблюдательный пункт командира полка.
10 февраля 1945 года в населённом пункте Козель обнаружил дзот и миномётную батарею противника. В бою у населённого пункта Малый Грабовец первым открыл огонь по контратакующему противнику, увлёк своим примером бойцов взвода. Благодаря смелым действиям Бельского, из под огня вывезена машина штаба полка со знаменем и документами.
Вместе с командиром полка 19 апреля 1945 года выехал на рекогносцировку в населённый пункт Фештау, попал под обстрел противника, Бельский вынес из под огня раненого командира, оказал помощь.
Демобилизовался в 1946 году, в 1961 году заочно окончил Казанский сельскохозяйственный институт. Работал в совхозе «Металлург» (подсобном хозяйстве Ижевского металлургического завода).
Умер 27 сентября 1993 года в Ижевске.

## Награды
- Медаль «За отвагу» (1944)
- Орден Красной Звезды (1943)
- Орден Славы III степени (№ 155350) — 14.9.1944
- Орден Славы II степени (№ 24905) — 8.3.1945
- Орден Славы I степени (№ 268) — 27.6.1945
- Орден Отечественной войны I степени (1985)

## Память
В 2002 году по ходатайству общественной организации «Марий ушем» его именем была названа Мари-Возжайская средняя школа Граховского района Удмуртии.